# Alessandro Abbio
Alessandro Abbio (ur. 13 marca 1971 w Racconigi) – włoski koszykarz, olimpijczyk. Zakończył karierę w 2008 roku. Grał na pozycji rzucającego obrońcy lub niskiego skrzydłowego.

## Kariera zawodnicza
- 1988–1994: Auxlium Torino
- 1994–2002: Virtus Bolonia
- 2002–2004: Pamesa Walencja
- 2004–2005: Granada
- 2005–2006: Basket Livorno
- 2006–2008: Everlast Basket Firenze

Zadebiutował w Serie A 28 grudnia 1988 roku w barwach Auxilium Torino. W barwach turyńskiego zespołu grał nieprzerwanie przez sześć lat, co zaowocowało transferem do Virtusu Bolonia, gdzie przez osiem lat gry wywalczył dwa razy mistrzostwo Euroligi, trzykrotnie mistrzostwo Włoch, cztery puchary kraju i jeden superpuchar.
Pod koniec sezonu 2001/2002 Abbio decyduje się wyjechać do Hiszpanii, podpisując tym samym kontrakt z Pamesą Walencja. W czasie dwuletniego pobytu w Walencji Abbio miał okazję zdobyć Puchar ULEB. Następnie przechodzi do hiszpańskiej Grenady, gdzie spędza jeden sezon i wraca do ligi włoskiej.
Tam podpisuje roczny kontrakt z Basketem Livorno, po czym odchodzi do zespołu Serii B – Everlast Firenze. Nie gra tam zbyt wiele – przechodzi operacje kolan. Po dwóch latach problemów zdrowotnych Abbio zdecydował się 8 maja 2008 roku anulować umowę z florencką drużyną i oficjalnie ogłosić swoją emeryturę.

## Osiągnięcia

### Klubowe
- Mistrz:
  - Euroligi (1998, 2001)
  - Włoch (1995, 1998, 2001)
- Zdobywca:
  - pucharu:
    - ULEB (2003)
    - Włoch (1997, 1999, 2001, 2002)

  - superpucharu Włoch (1995)

### Indywidualne
- MVP superpucharu Włoch (1998)
- Uczestnik Euro All-Star Game (1999)
- Zwycięzca konkursu rzutów za 3 punkty ligi włoskiej (1997, 2000)

### Reprezentacja
Seniorzy
- Mistrz Europy (1999)
- Wicemistrz:
  - Igrzyskach Dobrej Woli (1994)
  - Europy (1997)
- Uczestnik:
  - mistrzostw Europy (1995 – 5. miejsce, 1997, 1999)
  - mistrzostw świata (1998 – 6. miejsce)
  - igrzyskach olimpijskich w Sydney (2000 – 5. miejsce)
- Debiut: Siena, 11 lutego 1992 roku, Włochy – Czechy 75-57.
- Zagrał w koszulce reprezentacji 150 razy, zdobywając w sumie 1082 pkt.

Juniorzy
- Mistrz:
  - Europy U–18 (1990)
  - Europy U–20 (1992)